# Palni
Les muntanyes Palni (Palni Hills) és una serralada de muntanyes al districte de Madurai a Tamil Nadu, connectades amb els Ghats Occidentals, que van de la línia principal dels Ghats (Anaimalai i Travancore) en direcció nord-est, ambs uns 80 km de llarg i 25 d'ample i cobrint almenys 2.000 km². Agafa el nom de la població de Palni o Palani, just al nord de les muntanyes; el nom natiu és Varahagiri; la part oriental oscil·la entre els 1.100 i 1.300 msnm i l'occidental arriba fins als 2.200 i al Yembadi Shola Hill a 2.548 metres. El sanatori de Kodaikanal és al sud a uns 2.200 metres. Els habitants són emigrants de les terres baixes.